# Вечность между нами
«Вечность между нами» (англ. Endless) — американская фантастическая мелодрама режиссёра Скотта Спира. В главных ролях — Александра Шипп и Николас Хэмилтон.

## Сюжет
Двое пылко влюбленных выпускников Райли (Александра Шипп) и Крис (Николас Хэмилтон) волей судьбы навсегда разлучены трагической автокатастрофой, после которой Райли винит себя в смерти своего бойфренда, а Крис оказывается в чистилище. По воле чуда они находят способ общаться друг с другом. В этой романтической истории по ту и эту сторону жизни и смерти, Райли и Крис будут вынуждены выучить самый сложный из всех уроков: отпускать любовь.

## В ролях
- Александра Шипп — Райли
- Николас Хэмилтон — Крис Дуглас
- ДеРон Хортон — Джордан
- Фамке Янссен — Ли Дуглас
- Иэн Трейси — Ричард